# 午後の遺言状
『午後の遺言状』（ごごのゆいごんじょう）は、1995年公開の日本映画。新藤兼人の監督・脚本による。

## 概要
第38回ブルーリボン賞および第19回日本アカデミー賞最優秀作品賞受賞作品。日本を代表する大女優の杉村春子の最後の映画主演作、乙羽信子の遺作、1950年に引退していた朝霧鏡子の45年ぶりの出演作である。
新藤は「シナリオ」や「撮影日記」、追悼記「乙羽さんのことなど」などを収めた『午後の遺言状』（岩波書店〈同時代ライブラリー〉、1995年3月）を刊行している。
人間の老いと死、または生に関する様々な話題を、時にコミカルに、時に悲しく描いている。また様々なキャストで舞台化し、現在に至るまで全国各地で上演されている。

## ストーリー
老齢の女優蓉子は避暑のために、豊子に管理を委託している山間の別荘に滞在する。そこで、人間の老いと死や夫婦に関わる事件に次々と遭遇する。奇妙な短い遺言とともに大きな石を残した用意の良い老人の自殺、重度の認知症になったかつての女優仲間と、献身的に看護するその夫との再会と別れ、亡き夫の思わぬ人物との不倫、義理の娘の結婚（婚約＝足入れ式）など…。その度に蓉子は元気付けられたり、落ち込んだり、自身の死について考えたりする。

## スタッフ
- 監督／原作／脚本 - 新藤兼人
- 製作者 - 新藤次郎
- プロデュース - 溝上潔／井端康夫
- 音楽 - 林光
- 撮影 - 三宅義行
- 照明 - 山下博
- 美術 - 重田重盛
- 編集 - 渡辺行夫
- 録音 - 武進
- 助監督 - 鶴巻日出雄
- スクリプター - 川野恵美
- 製作担当 - 亀田裕子
- 音響効果 - 東洋音響（佐々木英世）
- コスチュームデザイン - ルリ落合
- 振り付け - 麿赤児
- 殺陣 - 斉藤英雄
  - スタント&アクション - ナンバーワンプロモーション
- 車輌 - エススリーカンパニー
- MA - 東宝サウンドクリエイティブスタジオ
- 現像 - IMAGICA
- ロケ協力 - 茅野市、寺泊町 ほか

## キャスト
森本蓉子
演 - 杉村春子
大ベテランの劇団女優。有名で役者関係者からは、「先生」と呼ばれる存在。過去にチェーホフの『かもめ』などを演じ、作中でも劇中のセリフを懐かしんで口にしている。別荘にいる間は、水道水が美味しいためよく飲んでいる。ろくべえに影響を受け、将来自身が入る棺桶の釘を打つための石を、近くの川から拾って大事にする。
柳川豊子
演 - 乙羽信子
蓉子の別荘を管理している老女。年に数日間避暑に訪れる蓉子のために、長年に渡って滞在中の食事の世話などをして働く。ただし使用人ではないのでベテラン女優の蓉子にも媚びたりせず、訛りのある地元の喋り方で接する。昨年亡くなったろくべえについて蓉子に詳しく話す。一人娘のあけみの結婚が決まり喜ぶ。
牛国登美江
演 - 朝霧鏡子
蓉子の数十年来の旧友。蓉子とは若い頃に舞台女優として切磋琢磨し合った仲。5年ほど前から認知症を患い、普段は心ここにあらずでたまに正常な意識が戻る状態。口数は少ないが食欲旺盛。夫婦共に故郷は新潟県の直江津（現在の上越市北部あたり）。夫婦となってから40年近くに渡り妻として藤八郎を支え、病気を患った後も夫を気遣う本来の性格をうかがわせるシーンがある。
牛国藤八郎
演 - 観世栄夫
以前は京都で能役者をやっていたが、登美江の世話をするために仕事を辞めた。蓉子に会いたいという登美江の望みを叶えるために、夫婦で別荘を訪れ数日間を共に過ごす。朝食後に登美江の前で能の稽古をするのが日課で、ちゃんとできていないと「あかーん！(ダメの意味)」とダメ出しをされる。愛妻家で物静かな人物だが能の稽古をする時は大きな声を出す。

### 蓉子に関わる人
森本三郎
演 - 津川雅彦
蓉子の夫で10年ほど前に亡くなっている。趣味は絵を描くことだが、あまり上手くない。生前夫婦間に物足りなさを感じた三郎が不倫していたことが発覚する。
清川浩二
演 - 内野聖陽
蓉子が所属する劇団の新人俳優。蓉子から「有望な若手」と評される。蓉子を東京から別荘まで車で送り届ける。
矢沢尚子
演 - 倍賞美津子
ルポライター。ある日、入水自殺した人物が友人宛に遺書を残していたことを新聞で知る。自身で調べた結果その遺書の相手が有名女優の蓉子だったため、別荘を訪ねてくる。

### 別荘近くの地元の人たち
あけみ
演 - 瀬尾智美
豊子の娘。22歳。天真爛漫で嫌味のない性格。蓉子が別荘にいる間は、毎日軽トラで家から別荘まで豊子を送り迎えをしている。蓉子とは自身が子供の頃から知り合い。
両岡大五郎
演 - 松重豊
あけみの恋人。25歳。あけみとの結婚を来月に控え、作中では足入れ式という地元に伝わる、初夜の予行演習のような古い風習を行う。まむし取りが得意で、力持ちでもある。
天狗
演 - 麿赤児
足入れ式の祝いの席で踊る人。あけみと大五郎や親族たちが集まる祝いの席で、天狗のお面と下半身に1mぐらいの陰茎に模したものを股間に身につけて滑稽に踊る。
ろくべえ
故人。蓉子の別荘周りの木々の手入れをしていた老人。亡くなった当時のろくべえについて語る豊子の話により、蓉子が人生の終わりについて考えるきっかけとなる。

### 脱獄囚と警察関係
脱獄囚（かんざき）
演 - 木場勝己
別荘に突然やってきた招かれざる客。中年男。軽井沢の留置場から脱走し、警官から奪った拳銃を所持して偶然別荘にやってくる。拳銃で蓉子たちを脅して食事を要求する。常に興奮しており怒りっぽい。
手塚警部補
演 - 永島敏行
茅野署の警察官。逃亡罪及び銃刀法違反を犯したかんざきを追う。最近蓉子の別荘がある地域に転属してきた。ミーハーらしく、後に蓉子にサインを求める。
大前田署長
演 - 上田耕一
かんざきの犯行や留置場から逃走した経緯について詳しく説明する。
警官
演 - 加地健太郎
手塚の部下。手塚と共にかんざきを追う。

### その他
ホテルのフロント
演 - 遠藤守哉
ホテルの支配人
演 - 三木敏彦
ホテルのルーム係
演 - 三浦純子
民宿の主人
演 - 馬場当

## 受賞
第69回キネマ旬報ベスト・テン
委員選出日本映画部門第1位／監督賞／主演女優賞（杉村春子）／助演女優賞（乙羽信子）
第50回毎日映画コンクール
日本映画大賞／監督賞／女優主演賞（杉村春子）／特別賞（乙羽信子）
第8回日刊スポーツ映画大賞・石原裕次郎賞
監督賞／主演女優賞（杉村春子）
第19回日本アカデミー賞
最優秀作品賞／最優秀監督賞／最優秀助演女優賞（乙羽信子）／最優秀脚本賞（新藤兼人）／優秀編集賞
その他
第38回ブルーリボン賞 作品賞
第20回報知映画賞 作品賞